# Чжоу Сюхуа
Чжоу Сюхуа (кит. упр. 周秀華; род. 8 декабря 1966, неизвестно) — китайская гребчиха, выступавшая за сборную Китая по академической гребле во второй половине 1980-х годов. Бронзовая призёрка летних Олимпийских игр в Сеуле, чемпионка Азиатских игр в Сеуле, участница многих регат национального и международного значения.

## Биография
Чжоу Сюхуа родилась 8 декабря 1966 года.
Первого серьёзного успеха на взрослом международном уровне добилась в сезоне 1986 года, когда вошла в основной состав китайской национальной сборной и побывала на Азиатских играх в Сеуле, откуда привезла награду золотого достоинства, выигранную в зачёте распашных рулевых четвёрок.
Благодаря череде удачных выступлений удостоилась права защищать честь страны на летних Олимпийских играх 1988 года в Сеуле. В составе экипажа-восьмёрки, куда также вошли гребчихи Ян Сяо, Чжан Яли, Хэ Яньвэнь, Хань Яцинь, Чжоу Шоуин, Ху Ядун, Чжан Сянхуа и рулевая Ли Жунхуа, в решающем финальном заезде пришла к финишу третьей позади экипажей из ГДР и Румынии — тем самым завоевала бронзовую олимпийскую медаль.
После сеульской Олимпиады Чжоу больше не показывала сколько-нибудь значимых результатов в академической гребле на международной арене.